# Bohuslav Karlík
Bohuslav Karlík   (Praga, 25 de novembre de 1908 - Praga, 29 de setembre de 1996) fou un piragüista txecoslovac que va competir durant les dècades de 1930, 1940 i 1950.
El 1936 va prendre part en els Jocs Olímpics de Berlín, on guanyà la medalla de plata en la competició del C-1, 1.000 metres del programa de piragüisme. El 1952 va participar en els Jocs de Hèlsinki, on fou sisè en la prova C-2, 10.000 metres del programa de piragüisme.
En el seu palmarès també destaquen tres medalles al Campionat del món en aigües tranquil·les i una al Campionat del món de piragüisme d'eslàlom.